# جاكوبو غونزاليس
جاكوبو غونزاليس (بالإسبانية: Jacobo González Rodrigáñez)‏ هو لاعب كرة قدم إسباني في مركز نصف الجناح، ولد في 25 مارس 1997 في مدريد في إسبانيا. لعب مع رايو ماخاداهوندا.

## وصلات خارجية
- جاكوبو غونزاليس على موقع قاعدة بيانات كرة القدم.إي يو (الإنجليزية)
- جاكوبو غونزاليس على موقع Soccerway.com (الإنجليزية)
- جاكوبو غونزاليس على موقع عالم كرة القدم.نت (الإنجليزية)
- جاكوبو غونزاليس على موقع AS.com (الإسبانية)